# Poule-les-Écharmeaux

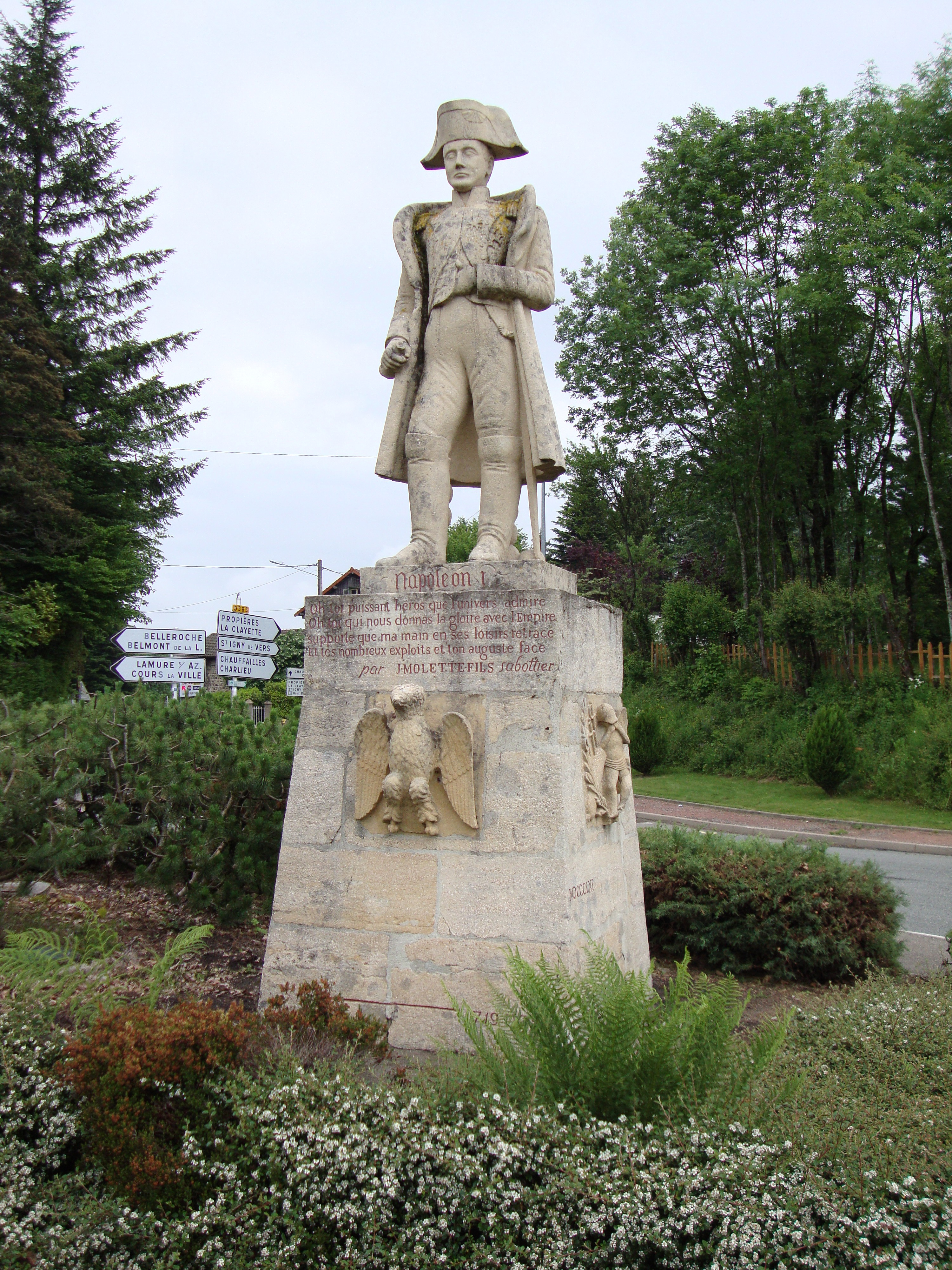
Pomnik Napoleona Bonaparte z 1861 roku w Poule-les-Écharmeaux, 2010

Poule-les-Écharmeaux – miejscowość i gmina we Francji, w regionie Owernia-Rodan-Alpy, w departamencie Rodan.
Według danych na rok 1990 gminę zamieszkiwało 838 osób, a gęstość zaludnienia wynosiła 27 osób/km² (wśród 2880 gmin regionu Rodan-Alpy Poule-les-Écharmeaux plasuje się na 879. miejscu pod względem liczby ludności, natomiast pod względem powierzchni na miejscu 202.).